# Flize
Flize är en kommun i departementet Ardennes i regionen Grand Est (tidigare regionen Champagne-Ardenne) i nordöstra Frankrike. Kommunen ligger  i kantonen Flize som ligger i arrondissementet Charleville-Mézières. År 2018 hade Flize 1 168 invånare.

## Befolkningsutveckling
Antalet invånare i kommunen Flize
Referens: INSEE